# Amath M'Baye
Pour les articles homonymes, voir Mbaye.
Amath M'Baye, né le 14 décembre 1989 à Bordeaux en Gironde, est un joueur français de basket-ball. Il évolue au poste d'ailier fort.

## Biographie
En 2009, il s'envole pour les Etats-Unis et joue pour les Cowboys du Wyoming entre 2009 et 2012.
En 2009-2010, lors de sa première saison, il totalise des moyennes de 5,6 points et 3,2 rebonds en 19,9 minutes, le tout en 21 matchs.
La saison 2010-2011, il totalise 12 points et 5,7 rebonds de moyenne en 30,3 minutes, en 31 matchs.
Il ne joue pas une minute lors de la saison 2011-2012 en raison du règlement sur les transferts de la NCAA.
Lors de la saison 2012-2013, Amath M'Baye joue pour l'université de l'Oklahoma et les Sooners de l'Oklahoma, dans la Conférence Big 12. Il est entraîné par Lon Kruger, et côtoie notamment le futur joueur NBA Buddy Hield. L'équipe s'incline le 22 mars 2013 face aux Aztecs de San Diego State (70-55) lors du tournoi final NCAA 2013.
Il totalise des moyennes de 10,1 points, 5,2 rebonds par match. Il est nommé dans la Big 12 All-Rookie Team, et dans la All-Big 12 First Team.
Il annonce sa décision de se présenter à la draft 2013, mais n'est pas sélectionné.
Après sa formation aux États-Unis, il signe un contrat avec les Mitsubishi Diamonds Dolphins de Nagoya, dans la Japan Basketball League.

### Nagoya Dolphins
Lors de sa première saison (2013-2014) au Japon, il joue 55 matchs pour 18,8 points (à 53,5 % au tir), 8,1 rebonds, 2,8 passes décisives en 30,4 minutes par matchs.
En 2014, pour sa deuxième saison, il devient l'un des meilleurs joueurs du championnat avec 24,8 points (à 56 % de réussite), 8,4 rebonds, 2,6 passes décisives pour 26 d'évaluation en 33 minutes par match. Il est nommé MVP du mois d'octobre.
Le 17 janvier 2015, il est sélectionné pour le All-Star Game japonais. il remporte le titre de MVP du All-Star Game de la NBL disputé à Tokyo, pendant lequel il inscrit 44 points. Il gagne également le concours de dunk.
Sa troisième et dernière saison avec Nagoya reste la moins bonne en termes statistiques : en 33 matchs, M'Baye compile 16,4 points (à 50,2 %), 5,9 rebonds, 1,3 passe décisive en 24 minutes par match.

### Brindisi (2016-2017)
Il choisit de revenir en Europe et rejoint le club italien de Brindisi NB à l'été 2016, et finit le championnat à la 9e place.
Il compile 17,7 points, 5,3 rebonds, et 2,5 passes décisives de moyenne par match. Il est le meilleur marqueur, et le joueur le plus utilisé avec Robert Carter.

### Olimpia Milan
Il rejoint l'équipe de l'Olimpia Milan lors de la saison 2017-2018, avec laquelle il dispute l'Euroligue, remporte le Championnat d'Italie, et la Supercoupe d'Italie.

### Virtus Bologne
Le 5 mai 2019, il remporte la Ligue des champions 2018-2019 avec la Virtus Bologne.
Le 9 février 2019, lors d'un match face au Promitheas Patras avec un match à 20 points, 10 rebonds, 2 passes décisives, 2 interceptions et 1 contre il devient MVP de la 14e journée de la Ligue des Champions, et intègre logiquement le meilleur cinq de la 14e journée.
Il figure également dans la meilleure équipe des quarts-de-finale après le match face à Nanterre 92.
Lors de la finale du Final Four disputé à Anvers, la Virtus Bologne bat l'Iberostar Tenerife, (73-61). M'Baye inscrit 16 points (à 6/11 aux tirs), 3 rebonds et 2 contres, en 29 minutes.

### Pinar Karşıyaka
Le 8 juillet 2019, il s'engage avec le club turc de Pınar Karşıyaka. Après une première saison réussie, le club lui propose une prolongation de contrat de deux saisons qu'il accepte. Il est donc lié au Pınar Karşıyaka jusqu'en 2022. Avec le club turc, il atteint la finale de la Ligue des champions 2021.

### Anadolu Efes
Le 30 juin 2022, il signe un contrat de deux saisons dont une en option avec l'Anadolu Efes. Il ne reste pas à l'Anadolu Efes à la fin de la saison 2022-2023.

### CSKA Moscou
Amath M'Baye signe un contrat avec le CSKA Moscou pour la saison 2023-2024.

### Paris Basketball
En juillet 2025, Amath M'Baye s'engage avec le champion de France, le Paris Basketball.

## Clubs successifs
- 2013-2016 :  Nagoya Diamond Dolphins (JBL)
- 2016-2017 :  NB Brindisi (LegA)
- 2017-2018 :  Olimpia Milan (LegA)
- 2018-2019 :  Virtus Bologne (LegA)
- 2019-2022 :  Pınar Karşıyaka (Süper Ligi)
- 2022-2023 :  Anadolu Efes Spor Kulübü (Süper Ligi)
- 2023-2025 :  CSKA Moscou
- depuis 2025 :  Paris Basketball (Elite)

## Équipe de France
Amath M'Baye dispute en 2009 le Championnat d'Europe des moins de 20 ans avec l'équipe de France U20 en Grèce, aux côtés de Thomas Heurtel, Antoine Diot, Edwin Jackson ou encore Kevin Séraphin. L'équipe de France termine médaillée d'argent après avoir été battue par le pays hôte en finale (90-85), M'Baye ne joue pas le match.
Amath M'Baye honore sa première sélection avec l'équipe de France A (à l'âge de 29 ans), lors d'une rencontre face à la République Tchèque (79-65) en novembre 2018 qui compte pour les qualifications au Mondial 2019 en Chine. Il inscrit 18 points et 5 passes décisives.
En août 2019, il est retenu par Vincent Collet dans le groupe qui dispute le Mondial en Chine. Lors du match d'ouverture face à l'Allemagne, M'Baye inscrit 21 points, son record en sélection. Il occupe un rôle d'intérieur fuyant comblant les manques et la blessure de Louis Labeyrie, mais son apport reste irrégulier.
À l'issue de la victoire face à l'Australie (67-59), il obtient la médaille de bronze.
Amath M'Baye termine la compétition avec 5,8 points, 1,9 rebond, 0,3 passe décisive par match.
Membre du CSKA Moscou en 2023-2024, il devient non-sélectionnable en équipe de France donc ne peut postuler à une participation à la Coupe du monde 2023.

## Palmarès

### Club
- Ligue des champions :
  - Vainqueur : 2019
  - Finaliste : 2021
- Championnat d'Italie :
  - Vainqueur : 2018
- Supercoupe d'Italie :
  - Vainqueur : 2017
- VTB United League :
  - Vainqueur : 2025

### Sélection nationale
- Médaille d’argent au Championnat d'Europe 2022 en Allemagne.
- Médaille de bronze à la Coupe du monde 2019 en Chine.
- Médaille d’argent au Championnat d'Europe des moins de 20 ans 2009 en Grèce.